# Dioscoride
Dioscoride (nume complet Pedanius Dioscurides Anazarbeus (Greacă Πεδάνιος Διοσκουρίδης Ἀναζαρβεύς), n. 40 d.Hr., Anazarbus⁠(d), Adana, Turcia – d. 90 d.Hr.) a fost un medic, farmacolog și botanist grec, care a trăit la Roma în timpul împăratului Nero. Întrucât era chirurg în armata împăratului, a avut numeroase ocazii de a călători de-a lungul și de-a latul Imperiului Roman și de a aduna informații despre substanțe ce pot fi folosite în medicină.
Dioscoride a scris o carte în cinci volume, De Materia Medica, precursoare al tuturor farmacopeilor moderne și unul dintre cele mai însemnate atlase botanice din istorie. Importanța acestei cărți mai constă și în înregistrarea unei serii de nume de plante în alte limbi decât greaca antică și latina; astfel în paginile sale se află și menționarea unor denumiri de plante medicinale în limba dacă.

## Opera
- De materia medica
- Euporista sau De simplicibus medicinis
- De paeonia et quid efficere potest

Operă atribuită din greșeală lui Dioscoride
- Liber medicinae ex herbis femininis

## Legături externe
- Lucrări de Dioscoride la Proiectul Gutenberg
- Opere de sau despre Dioscoride la Internet Archive
- Works by Dioscorides
- Dioscorides Material Medica, in English—the full book downloadable in PDF fileformat.
- „Dioscurides Neapolitanus: Codex ex Vindobonensis Graecus 1” (în Italian și Latin). Biblioteca Nazionale di Napoli. Accesat în 18 februarie 2010.
- „Medic: Catalogue des textes en ligne: Dioscoride/Dioscodirides, Pedanius” (pdf) (în French și Latin). Bibliothèque interuniversitaire de médecine et d'odontologie, Université Paris Descartes. Accesat în 18 februarie 2010.
- Pedacio Dioscorides anazarbeo: Acerca de la materia medicinal y de los venenos mortiferos, Antwerp, 1555, digitized at Biblioteca Digital Hispánica, Biblioteca Nacional de España
- Les VI livres de Ped. Diosc. de la materie medicinale, Lyon (1559), French edition
- The 1500th Anniversary (512-2012) of the Juliana Anicia Codex: An Illustrated Dioscoridean Recension. Jules Janick and Kim E. Hummer. Chronica horticulturae. 52(3) 2012 pp. 9-15